# سنيوريتا (أغنية شون مينديز وكاميلا كابيو)
«سنيوريتا» ((بالإسبانية: Señorita)؛ (بالإنجليزية: Young Lady)؛ (بالعربية: آنسة)) هي أغنية للمغني الأمريكي شون مينديز، والمغنية الكوبية-الأمريكية كاميلا كابيو. أصدرت شركة آيلاند ريكوردز الأغنية في 21 يونيو 2019. وهو ثاني تعاون بين مينديز وكابيو منذ أغنية أعلم ما فعلته الصيف الماضي. كتب الأغنية شون مينديز، وكاميلا كابيو، وأندرو ويات، وبيني بلانكو، وشارلي إكس سي إكس، وجاك باترسون، وكشمير كات، وأنتجها أندرو ويات، وبيني بلانكو، وكشمير كات.

## وصلات خارجية
- "سنيوريتا" (فيديو كلمات) على يوتيوب
- كلمات الأغنية الكاملة على مترولايركس